# 天津地铁BD4型电动客车
天津地铁BD4型电动客车是天津地铁的电动客车车款之一，现在已经退出运营。

## 简介
BD4型又称TD1型，一共6辆，由北京地铁车辆厂在1996年生产，在天津地铁既有线运营，每节车厢共4对车门，为内藏门，列车两端拥有紧急出口。BD4型是北京地铁车辆厂首次为外省市制造的电动客车，此款车主控制器的凸轮轴采用了步进电机驱动和单片机控制，解决了传统凸轮调阻装置因风缸驱动系统缺陷导致的车辆故障。列车在退出运营前，配属于海光寺车辆段。

## 编组
|          | BD4          |             |              |
| 車廂編號 | 1            | 2           | 3            |
| 集電靴   | 有           | 有          | 有           |
| 形式區分 | 207 210 (Mc) | 208 211 (M) | 209 212 (Mc) |
| 动力单元 | 单元1        | 单元1       | 单元1        |
| 其他設備 |              |             |              |
| 安裝機器 |              |             |              |
| 車輛重量 |              |             |              |
| 載客量   | 206人        | 224人       | 206人        |